# Liste des studios d'animation français
Cet article présente une liste chronologique de la création de studios d'animation français avec leurs fondateurs.

## Liste
- 1895 : Gaumont - Léon Gaumont
- 1896 : Pathé - Charles Pathé et Émile Pathé
- 1907 : Éclair - Charles Jourjon et Ambroise-François Parnaland
- 1916 : Atelier Lortac - Robert Lortac
- 1916 : Films René Navarre - René Navarre
- 1932 : Animat - Anthony Gross et Hector Hoppin
- 1934 : Les Dessins animés européens (DAE) - Joseph-Marie Lo Duca
- 1936 : Les Gémeaux - Paul Grimault et André Sarrut
- 1936 : Je vois tout - Paul de Roubaix
- 1948 : Les Films Jean Image - Jean Image
- 1949 : Radiodiffusion-télévision française - État
- 1951 : Les Films Paul Grimault - Paul Grimault
- 1951 : La Comète - André Sarrut
- 1953 : Les Cinéastes Associés - Jacques Forgeot
- 1954 : Les Films de Saturne - Arcady Brachlianoff
- 1956 : Les Films Jean Tourane - Jean Tourane
- 1959 : Les Films Martin-Boschet - Michel Boschet et André Martin
- 1959 : Société des Films Albert Champeaux - Albert Champeaux
- 1962 : Procidis - Albert Barillé
- 1963 : Télécip
- 1964 : Office de radiodiffusion télévision française - État
- 1965 : Cinémation - Manuel Otéro
- 1967 : Dargaud Média - Georges Dargaud
- 1968 : Bélokapi - Italo Bettiol, Stephano Lonati, Michel Karlof et Nicole Pichon
- 1971 : Diffusion Information Communication - Jean Chalopin
- 1971 : Pink Splash Productions - Paul Dopff
- 1973 : aaa - Marcelle Ponti, Jacques Rouxel et Jean-Paul Couturier
- 1974 : Société française de production - État
- 1974 : Studios Idéfix - René Goscinny et Albert Uderzo
- 1975 : Saban International Paris - Haim Saban
- 1977 : AB Productions - Jean-Luc Azoulay et Claude Berda
- 1977 : IDDH - Bruno-René Huchez
- 1977 : Ciné-Vision - Michel Trouillet
- 1979 : La Fabrique - Jean-François Laguionie
- 1982 : Les Cartooneurs Associés - Denis Olivieri
- 1983 : BUF Compagnie (BSCA) - Pierre Buffin et Henri Seydoux
- 1984 : IO Images Ordinateur - Compagnie générale des eaux, Bayard, Caisse des Dépôts et Consignations, VMS, Thomson Digital Image
- 1984 : France Animation - RMC Audiovisuel, SFP, Antenne 2, Sofirad
- 1983 : Télé Images - Simone Halberstadt Harari, Havas et Pathé
- 1983 : Zygote - François Wertheimer et Agatha That Lang
- 1985 : Fantôme - Georges Lacroix
- 1985 : Mikros image - Maurice Prost
- 1985 : Klasky Csupo Europe - Marc du Pontavice
- 1986 : Carrere group (Carrere Télévision) - Claude Carrère
- 1986 : Mac Guff Ligne - Jacques Bled, Rodolphe Chabrier, Philippe Sonrier et Martial Vallanchon
- 1986 : PMMP - Philippe Mounier
- 1987 : Créativité et Développement - Jean Chalopin
- 1987 : Ellipse Animation - Philippe Gildas et Canal+
- 1987 : Marina Productions - Claude Berthier
- 1987 : Pixibox - Ernest Copperman et Jacques Peyrache
- 1987 : ZA Production - Stéphane Singier, Maurice Benayoun, Frédéric Bourstin et Thierry Prieur
- 1989 : Dargaud Media - Dargaud
- 1989 : Ex Machina - Sogitec et TDI
- 1989 : Walt Disney Animation France - The Walt Disney Company
- 1990 : MoonScoop (Antefilms) - Christophe Di Sabatino et Benoît Di Sabatino
- 1991 : Les Films de l'Arlequin - Dora Benousilio
- 1991 : Medialab - Alain Guiot
- 1991 : Millimages - Roch Lener
- 1992 : Les Films de la Perrine - Dominique Boischot et Florence Marchal
- 1992 : Praxinos - Philippe Leclerc et Jean-Paul Gaspari
- 1992 : Studio O - Michel Ocelot
- 1993 : Bibo Films - Éric Bergeron et Pascal Chevé
- 1993 : Millésime Productions - Gaspard de Chavagnac
- 1994 : Gaumont Multimédia - Gaumont et Marc du Pontavice
- 1994 : Folimage - Jacques-Rémy Girerd
- 1994 : Sparx* - Guillaume Hellouin, Jean-Christophe Bernard et Fabrice Giger
- 1995 : Pipangaï - Alain Séraphine, Abdé Ali Goulamaly, État et Collectivité territoriale
- 1995 : Prima Linea Productions - Valérie Schermann, Christophe Jankovic
- 1995 : Storimages - Odile Limousin
- 1996 : Futurikon - Philippe Delarue
- 1996 : Je suis bien content - Franck Ekinci et Marc Jousset
- 1997 : Gaumont Animation (Alphanim) - Christian Davin
- 1997 : Belokan Productions - Léon Zuratas et Philippe Alessandri.
- 1998 : Action Synthèse - Pascal Rodon
- 1998 : Method Animation - Aton Soumache et Alexis Vonarb
- 1998 : Sav! The World Productions - Savin Yeatman-Eiffel
- 1998 : Antefilms Production
- 1999 : Marathon Média - David Michel et Vincent Chalvon-Demersay
- 1999 : XD Productions - Jacques Peyrache et Laurent Juppé
- 1999 : Xilam - Marc du Pontavice
- 2000 : Attitude Studio - Marc Miance
- 2000 : 2 Minutes - Jean-Michel Spiner
- 2000 : EuropaCorp - Luc Besson et Pierre-Ange Le Pogam
- 2000 : Pictor Média - Charles Malka et Gilbert Hus
- 2000 : TAT Productions - David Alaux, Eric Tosti, Jean-François Tosti
- 2000:  La Ménagerie - Marc Ménager , Luc Camilli
- 2002 : Def2shoot - Franck Malmin
- 2002 : Normaal - Alexis Lavillat
- 2002 : Télé Images Productions (Télé Images Kids) - Philippe Alessandri et Télé Images
- 2002 : Cube Creative - Lionel Fages, Majid Loukil et Bruno Le Levier
- 2003 : Label Anim - Thibaut Chatel, Guillaume Galliot et Stéphane Gaultier
- 2003 : Genao Productions (Timoon Animation) - Philippe Mounier et Lagardère Entertainment
- 2003 : Samka Productions - Myriam Kaminka et Samuel Kaminka
- 2004 : Blue Spirit - Éric Jacquot
- 2004 : Néomis animation - Bruno Gaumetou et Etienne Longa
- 2004 : GO-N Productions - Eric Garnet et Anne de Galard
- 2004 : Planet Nemo Animation - Frédéric Puech et Marc Boucharlat
- 2005 : Cyber Group Studios - Pierre Sissmann, Dominique Bourse, Frédéric Richard, Olivier Lelardoux et Cécilia Bossel
- 2005 : TeamTO - Guillaume Hellouin, Corinne Kouper et Caroline Souris
- 2007 : Ankama Animations (filiale d'Ankama) - Anthony Roux, Camille Chafer, Emmanuel Darras
- 2007 : Autochenille Production - Antoine Delesvaux, Joann Sfar et Clément Oubrerie
- 2007 : Banjo Studio - Antoine Delesvaux, Joann Sfar et Clément Oubrerie
- 2007 : Supamonks - Julien Bagnol, Zwib Hô, Florian Landouzy et Pierre de Cabissole
- 2008 : Studio 100 Animation
- 2008 : Oscar B studio - Olivier Dusart, Christophe Fleury et Thibaut Eymar
- 2009 : Zagtoon - Jérémy Zag et Jacqueline Tordjman
- 2009 : Fortiche Production - Pascal Charrue, Jérôme Combe et Arnaud Delord
- 2010 : Superprod - Clément Calvet et Jérémie Fajner
- 2010 : TNZPV Productions et Studio - Marc Rius, Mathieu Rey et Thomas Giusiano
- 2010 : Dwarf Animation Studio - Olivier Pinol
- 2011 : Illumination Mac Guff - Mac Guff
- 2014 : Gao Shan Pictures - Arnauld Boulard
- 2014 : Studio La Cachette - Oussama Bouacheria
- 2015 : 3.0 studio - Valérie Schermann et Christophe Jankovic
- 2015 : Le Regard Sonore - Emmanuelle Reyss et Mathilde Menet
- 2015 : Les Fées Spéciales - Eve François Machuel, Virginie Guilminot, Flavio Perez et Eric Serre
- 2016 : Mauvais Œil Graphics - Sylvain Doussa et François Thiebaut
- 2017 : MadLab Animations - Ankama Animations et Ellipsanime Productions
- 2017 : Andarta Pictures - Sophie Saget
- 2019 : Dada ! Animation - Emmanuelle Chabord, Jérôme Mouscadet, Sophie Decroisette, Quentin Auger, Fabrice Delapierre, Jonathan Giroux
- 2020 : TNZPV Annecy - Marc Rius, Mathieu Rey et Thomas Giusiano
- 2021 : Holy Bird - Arnaud Drazek, Étienne Issartial
- 2021 : MilkyCo. Studio
- 2024 : D.A.A.P.P. animation & production / Mikdad Studio ( studio privée )